# تغییر کنستانتینی

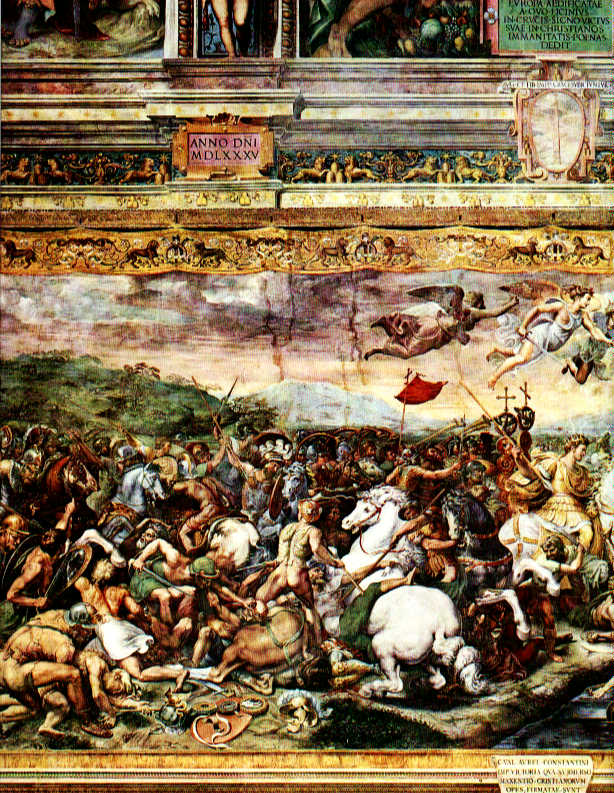
نبرد پل میلوین، رافائل، اتاق‌های واتیکان. این هنرمند سربازان کنستانتین را در حال حمل لاباروم به تصویر کشیده‌است.

تغییر کنستانتینی (انگلیسی: Constantinian shift) توسط برخی از الهیات مسیحی و مورخان تاریخ باستان برای توصیف تغییرات سیاسی و کلامی که در قرن چهارم به رهبری امپراتور کنستانتین بزرگ رخ داد، استفاده می‌شود. رادنی کلاپ ادعا می‌کند که تغییر یا دگرگونی از سال ۲۰۰ آغاز شد. این اصطلاح توسط متکلم منونایت جان هوارد یودر رایج شد. او ادعا می‌کند که این تغییر فقط آزادی از آزار و اذیت نبود، بلکه اتحاد بین مسیحیت به عنوان دین دولتی روم (دولت) و کلیسا بود که به نوعی سزاروپاپیسم منجر شد.